# Rue de la Tonnellerie
La rue de la Tonnellerie est une ancienne rue de Paris, qui a disparu lors de la reconstruction des Halles centrales par Victor Baltard et le percement de la rue du Pont-Neuf,.

## Origine du nom
Elle porte ce nom depuis avant le XIIIe siècle en raison des marchands de futailles, de tonneaux, qui y étaient établis.

## Situation

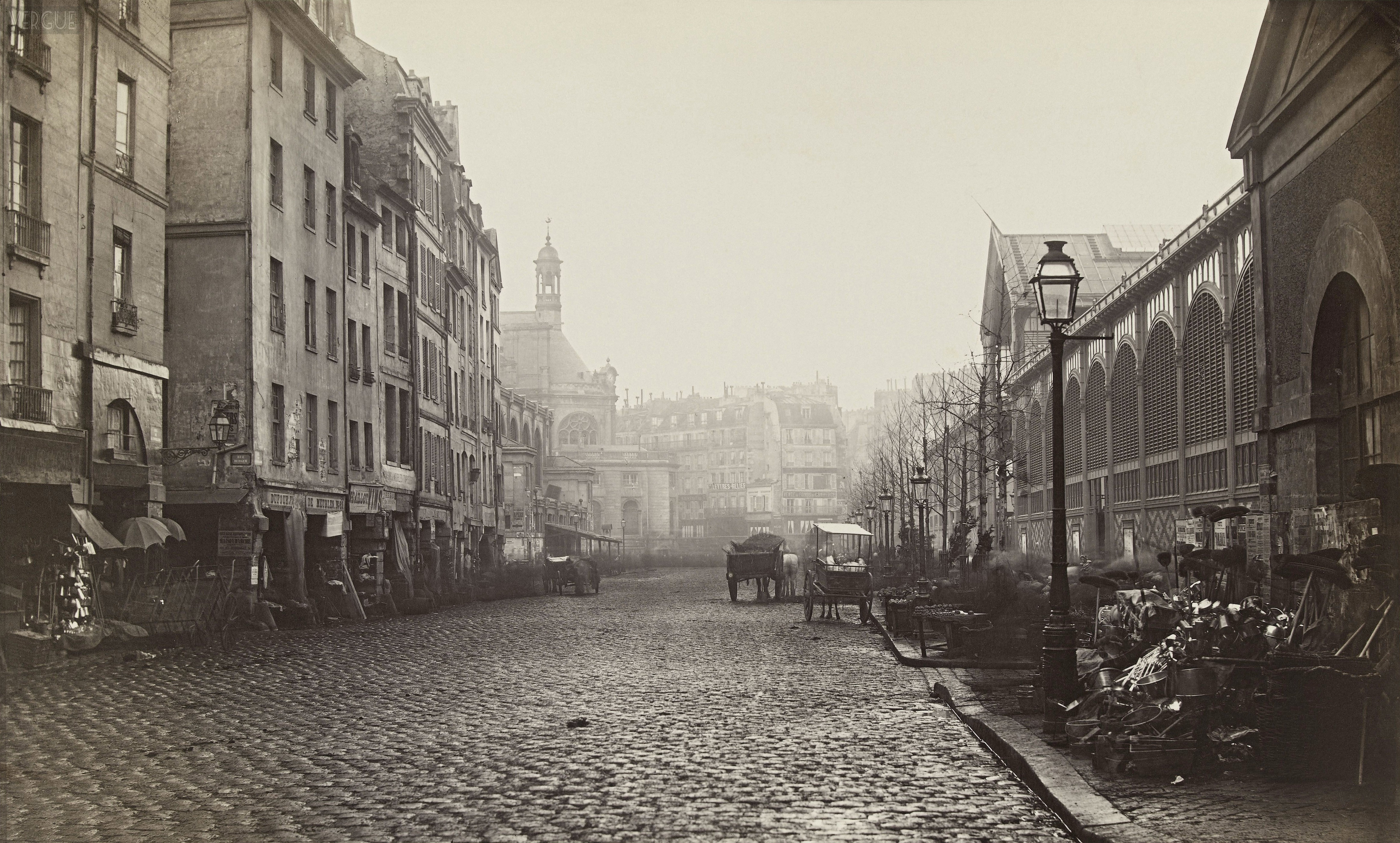
Paris, la rue de la Tonnellerie en 1865

La rue de la Tonnellerie commençait aux 34-36, rue Saint-Honoré et finissait au carrefour de la place de la Pointe Saint-Eustache formé par les rues de la Fromagerie, Pirouette et rue des Piliers-aux-Potiers-d'Étain,
Les numéros de la rue étaient noirs. D'une longueur de 313 mètres le dernier numéro impair était le no 109 et le dernier numéro pair était le no 48.
Les numéros impairs de 1 à 79 étaient situés dans l'ancien 3e arrondissement, quartier Saint-Eustache.
Les numéros pairs de 2 à 48 étaient situés dans l'ancien 4e arrondissement, quartier des Marchés.
Les numéros impairs de 81 à 109 étaient situés dans l'ancien 5e arrondissement, quartier Montorgueil.

## Historique

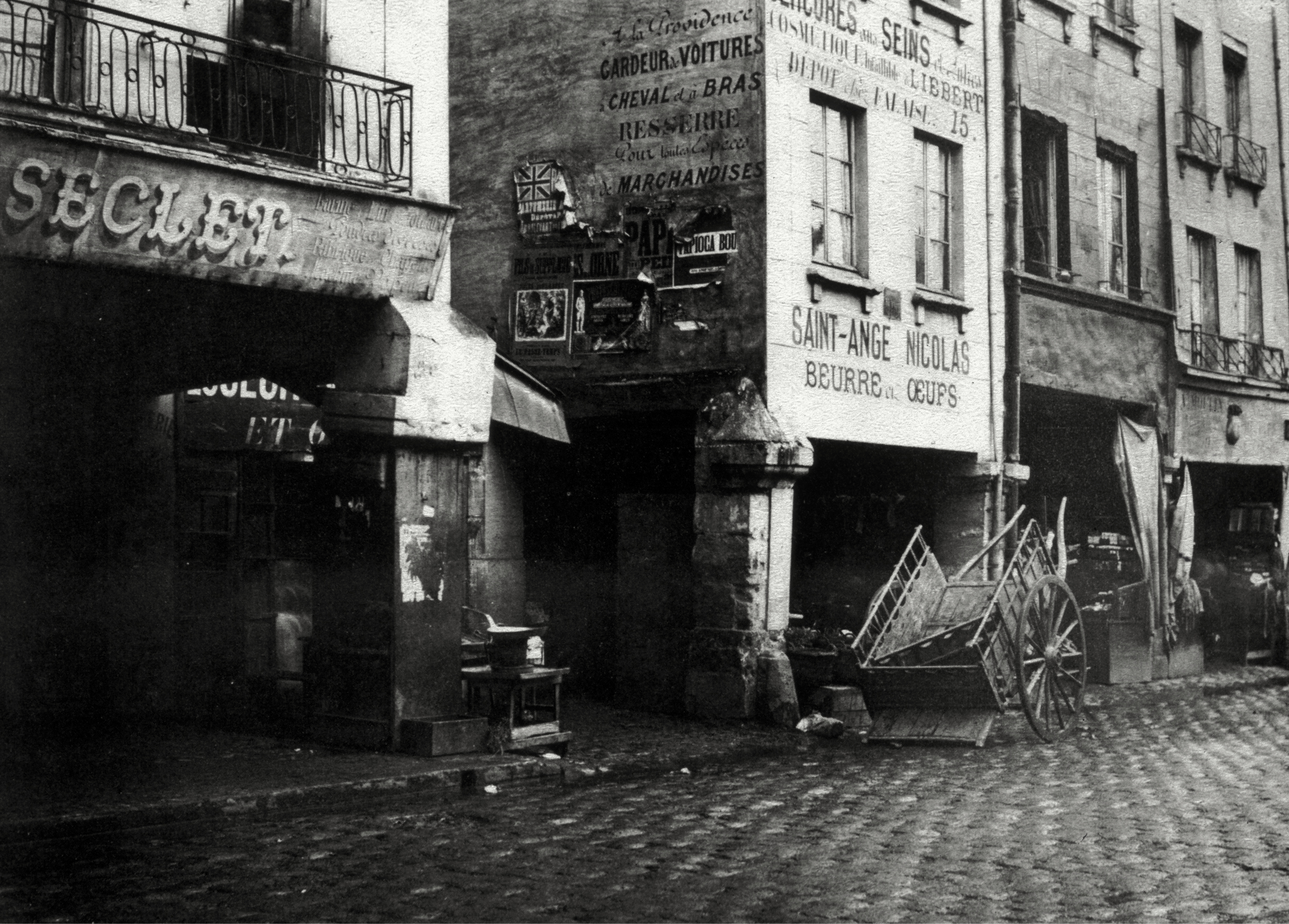
Rue de la Tonnellerie en 1855 (photo de Charles Marville).

C'était au XIIe siècle un chemin habité par des Juifs et qui fut transformé en rue avant 1202. Le fief de Poissy y était situé.
Cette voie est citée dans Le Dit des rues de Paris de Guillot de Paris sous la forme « rue de la Tonnelerie ».
Le côté de la rue opposé aux piliers se nommait en 1547 « rue des Toilières », « rue aux Toilières » et « rue de la Toilerie » en raison de la présence des marchands de toiles.
Sous Henri II et au XVIIe siècle, plusieurs titres la désignent sous le nom de « rue des Grands-Pilliers-des-Halles », mais sa dénomination primitive a finalement prévalu.
Elle est citée sous le nom de « rue de la Tonnelerie », dans un manuscrit de 1636 dont le procès-verbal de visite, en date du 22 avril 1636, indique qu'elle est « salle, boueuse et remplie d'immundices et de plus avons particulièrement veu quantité de fumiers compiliez avec boues, qui arrestent le cours des eaues des ruisseaux ».
On distinguait, dans la partie de la rue située dans l'ancien 4e arrondissement quartier des Marchés, les Grands Piliers qui allaient de la rue Saint-Honoré à la place de la Pointe Saint-Eustache et les Petits Piliers, situés dans l'ancien 3e arrondissement, quartier Saint-Eustache, qui allaient de la place de la Pointe Saint-Eustache à la rue Pirouette
Elle était bordée de galeries couvertes qui abritaient des commerçants et artisans. Elle doit son nom aux marchands de tonneaux qui s'y étaient établis. Elle était appelée aussi « rue des Grands-Piliers ».
Une décision ministérielle du 25 messidor an X (14 juillet 1802), signée Chaptal, fixe la largeur de cette voie publique à 10 mètres, dans la partie comprise entre la rue Saint-Honoré et la place de la Pointe Saint-Eustache.
Le 21 juin 1854, un décret approuve le plan du périmètre de restructuration des halles centrales. Ce plan prévoit l'ouverture d'une nouvelle rue entre le Pont-Neuf et la rue Rambuteau. Le plan parcellaire des propriétés à exproprier pour « l’élargissement de la rue Tirechape et le prolongement de cette voie jusqu’au pont Neuf » est publié le 6 septembre 1865. En 1867, la nouvelle voie est nommée « rue du Pont-Neuf ». La partie entre la rue Berger et la rue Rambuteau est renommée « rue Baltard » en 1877 ; cette rue a été supprimée lors de la construction du Forum des Halles.

### Les passages sous les piliers des halles
Ordonnance de police concernant les passages sous les piliers des halles, du 18 février 1811, approuvée par le ministre de l'Intérieur le 2 mars suivant.
Article 1.
À partir de la rue Saint-Honoré jusqu'à la pointe Saint-Eustache, il sera laissé entre l'alignement des piliers de la Tonnellerie et celui de la façade du rez-de-chaussée des maisons construites sur ces piliers, un espace de trois mètres de largeur pour l'usage du public.
Article 2.
Cet espace sera mesuré à compter du nu du mur de face du rez-de-chaussée, etc.
Article 5.
Il est défendu, soit aux propriétaires et locataires des maisons et boutiques situées sous les piliers et sous leurs galeries, soit aux propriétaires, locataires, tenanciers et usagers des places situées entre les piliers, d'anticiper, sous quelque prétexte que ce soit, sur les espaces réservés au passage public, et d'obstruer ce passage de quelque manière que ce soit, sous les peines portées aux lois et règlements en cette partie.

## Bâtiments remarquables et lieux de mémoire
- Une plaque était située au no 3 : « J. Baptiste Poquelin de Molière. Cette maison a été bâtie sur l'emplacement de celle où il naquit en 1620[15]. » Mais cela reposait probablement sur une erreur[1], puisqu'il est établi à présent que Molière est né rue Saint-Honoré.
- Dans la même maison du 3, rue de la Tonnellerie est né en 1655 le poète Regnard[15].